# Sah (mitología egipcia)
Sah era un dios de la mitología egipcia. No se sabe mucho de él, salvo que tres veces al día se come a otras deidades. En el culto y la religión del Antiguo Egipto, Sah era la manifestación divinal de Orión (constelación). Su esposa es Sothis, manifestación divina de la estrella Sirio.

## Iconografía
Sah es descrito como de semblante porcino y era un hombre de piel negra o gris (que seguramente se debe al color del cielo en la noche) que se encontraba en un bote. Tenía una barba faraónica curva, como la mayoría de los dioses. Portaba el cetro uas y el anj. A menudo se rodeaba de estrellas. Siempre se le representó mirando en dirección contraria de su destino.

## Mitología
En los antiguos Textos de las Pirámides, fue una representación de Osiris y era una personificación de la constelación de Orión, y su esposa Sopdet (conocida por su nombre griego Sothis) era una representación de la estrella Sirio. Siempre se alzaba al horizonte antes que su esposa. Ambos tenían un papel fundamental para el viaje del difunto a la Duat. También se dijo que era el faraón quien representaba a la estrella Orión, por su nombre griego.

## Epítetos
Muchos de sus epítetos hacen referencia al común sincretismo que tenía con Osiris. Se le conocía, por ejemplo, como "El guardián del alma de Horus". También se le citó como "El dios veloz de larga zancada y mirada hacia atrás". También tuvo el nombre de "dios del vino" a pesar de que Osiris también tuvo este nombre. Otro de sus nombres era "El dios de la vida". También se le conocía como el "Padre de los dioses" y "Señor de la vida". También se le conocía como "Señor del vino en la fiesta uag".

## Sincretismo
A menudo se le asoció con Osiris, por lo que ambos eran "dioses del vino". También era la forma de Osiris después de haber sido resucitado.